# Mistrovství světa v ragby 1991
Mistrovství světa v ragby 1991 bylo 2. MS v ragby. Turnaj se konal od 3. 10. do 2. 11. v Anglii, Francii, Skotsku, Walesu a Irsku. Ve finále vyhrála 12:6 Austrálie nad Anglií. Třetí místo získali obhájci titulu z předešlého mistrovství Nový Zéland, když zvládl 13:6 porazit Skotsko. Nejvíce bodů (68) si připsal Ir Ralph Keyes a nejvíce položení do soupeřova brankoviště (6) zvládli Francouz Jean-Baptiste Lafond a Australan David Campese.

## Kvalifikace
Na MS 1991 se automaticky kvalifikovaly týmy, co se na předcházejícím MS 1987 dostaly do vyřazovací fáze. O zbylých 8 míst se hrálo v regionálních kvalifikacích. Z africké kvalifikace se probojovalo Zimbabwe, z Evropy si místo na světovém šampionátu zajistila Itálie a Rumunsko, z asijskooceánské části se kvalifikovala Samoa a Japonsko a z americké sekce Kanada, Argentina a USA.

## Základní skupiny
16 účastníků bylo rozděleno do čtyř čtyřčlenných skupin. Dva nejlepší týmy ve skupině se probojovaly do čtvrtfinále a také si zajistily místo na MS 1995. Za položení do soupeřova brankoviště dostal tým během zápasu 4 body ohledně skóre.
skupina A Nový Zéland, Anglie, Itálie, USA
skupina B Skotsko, Irsko, Japonsko, Zimbabwe
skupina C Austrálie, Wales, Samoa, Argentina
skupina D Francie, Fidži, Rumunsko, Kanada

### Skupina A
| 1. | Nový Zéland | 9 | 95 | 39  |
| 2. | Anglie      | 7 | 85 | 33  |
| -- | ----------- | - | -- | --- |
| 3. | Itálie      | 5 | 57 | 76  |
| 4. | USA         | 3 | 24 | 113 |

3.10.1991 Anglie - Nový Zéland 12:18
5.10.1991 Itálie - USA 30:9
8.10.1991 Nový Zéland - USA 46:6
8.10.1991 Anglie - Itálie 36:6
11.10.1991 Anglie - USA 37:9
13.10.1991 Itálie - Nový Zéland 21:31

### Skupina B
| 1. | Skotsko  | 9 | 122 | 36  |
| 2. | Irsko    | 7 | 102 | 51  |
| -- | -------- | - | --- | --- |
| 3. | Japonsko | 5 | 77  | 87  |
| 4. | Zimbabwe | 3 | 31  | 158 |

5.10.1991 Skotsko - Japonsko 47:9
6.10.1991 Irsko - Zimbabwe 55:11
9.10.1991 Irsko - Japonsko 32:16
9.10.1991 Skotsko - Zimbabwe 51:12
12.10.1991 Skotsko - Irsko 24:15
14.10.1991 Japonsko - Zimbabwe 52:8

### Skupina C
| 1. | Austrálie | 9 | 79 | 25 |
| 2. | Samoa     | 7 | 54 | 34 |
| -- | --------- | - | -- | -- |
| 3. | Wales     | 5 | 32 | 61 |
| 4. | Argentina | 3 | 38 | 83 |

4.10.1991 Argentina - Austrálie 19:32
6.10.1991 Wales - Samoa 13:16
9.10.1991 Austrálie - Samoa 9:3
9.10.1991 Wales - Argentina 16:7
12.10.1991Wales - Austrálie 3:38
13.10.1991 Argentina - Samoa 12:35

### Skupina D
| 1. | Francie  | 9 | 82 | 25 |
| 2. | Kanada   | 7 | 45 | 33 |
| -- | -------- | - | -- | -- |
| 3. | Rumunsko | 5 | 31 | 64 |
| 4. | Fidži    | 3 | 27 | 63 |

4.10.1991 Francie - Rumunsko 30:3
5.10.1991 Kanada - Fidži 13:3
8.10.1991 Francie - Fidži 33:9
9.10.1991 Kanada - Rumunsko 19:11
12.10.1991 Fidži - Rumunsko 15:17
13.10.1991 Francie - Kanada 19:13

## Play - off

### Čtvrtfinále
19.10.1991 Francie - Anglie 10:19
19.10.1991 Skotsko - Samoa 28:6
20.10.1991 Irsko - Austrálie 18:19
20.10.1991 Kanada - Nový Zéland 13:29

### Semifinále
26.10.1991 Skotsko - Anglie 6:9
27.10.1991 Austrálie - Nový Zéland 16:6

### Utkání o 3.místo
30.10.1991 Nový Zéland - Skotsko 13:6

### Finále
2.11.1991 Austrálie - Anglie 12:6